# Rathaus Altötting

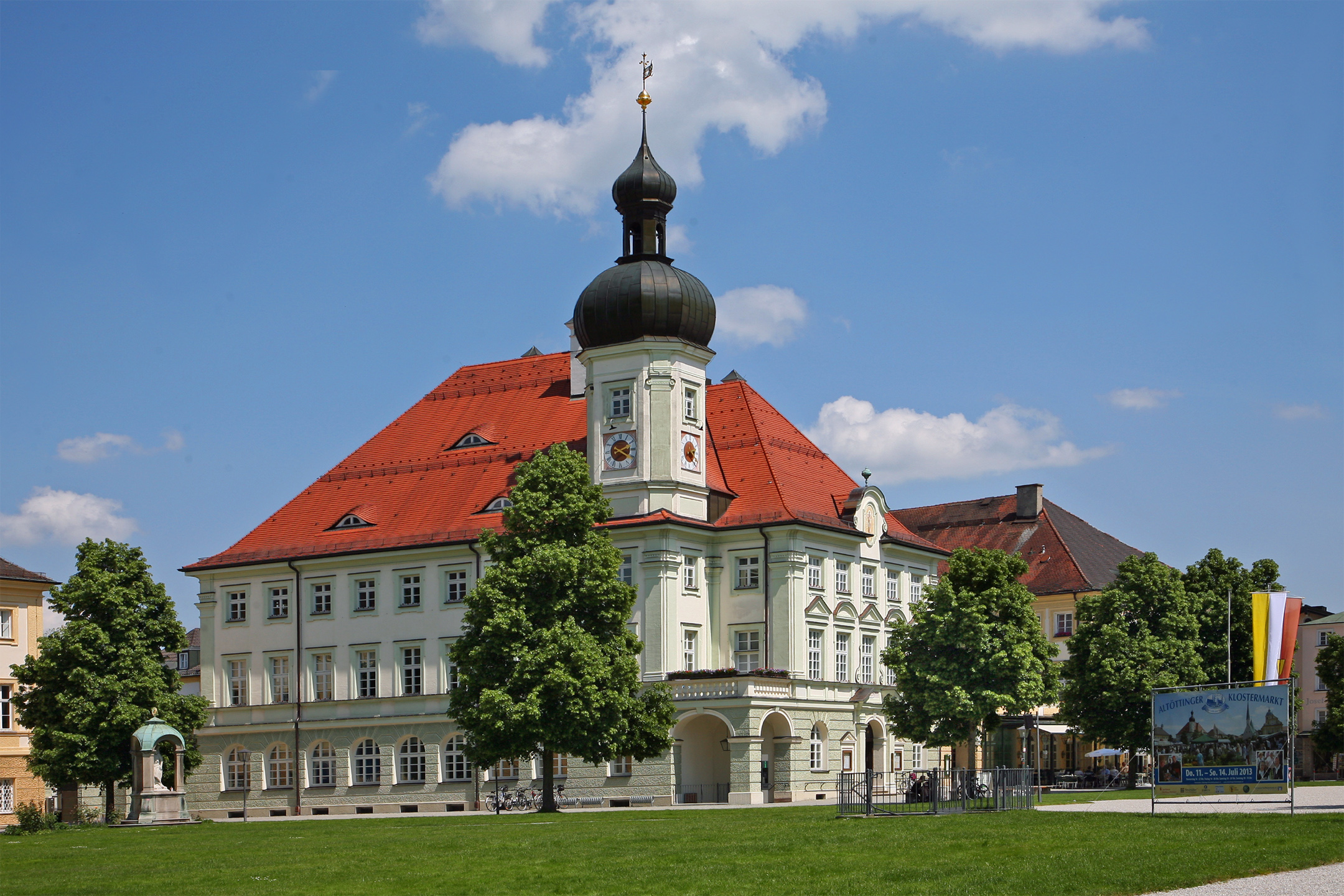
Rathaus in Altötting

Das Rathaus in Altötting, der Kreisstadt des gleichnamigen Landkreises in Oberbayern, ist ein geschütztes Baudenkmal. Der neubarocke Bau am Kapellplatz wurde 1908 errichtet, er gehört zum Ensemble Kapellplatz.
Das dreigeschossige Rathaus mit Eckturm und Walmdach wurde nach Plänen des Architekten Rudolf Esterer gebaut. Der Turm mit Zwiebelhaube wird von einem Dachknauf mit Wetterfahne bekrönt.